# Eyo Esua
Eyo Ita Esua (Estado de Cross River, 14 de enero de 1901-1973) fue un docente y sindicalista nigeriano, que estuvo al frente de la Comisión Federal de Elecciones del gobierno de Balewa en la Primera República de Nigeria.
Esaú fue maestro de escuela y miembro fundador de la Unión de Maestros de Nigeria. Fue el primer secretario general a tiempo completo de la Unión a partir de 1943 hasta su retiro en 1964.
Fue originairo del pueblo Ibibio, Calabar man, reconocido por su dedicación al deber y su rectitud.
La comisión liderada por Esua, organizó las elecciones de diciembre de 1964, que fue envuelta en polémica. Dos miembros de la comisión no estaban de acuerdo con el presidente y renunciaron a la comisión. Esua también llevó a cabo la elección 1965 en la Región Occidental, que fue violenta y fue disputada por la oposición del Partido Unido Gran Alianza.
Unos días antes de estas elecciones Esaú reconoció que su organización no podía garantizar una elección libre y justa.
Los abusos generalizados electorales pueden haber sido un factor en el éxito del golpe militar de enero de 1966 en la que el mayor general Johnson-Aguiyi Ironsi llegó al poder.